# 고리 (프로게이머)
고리(본명: 김태우, 2000년 8월 9일 ~ )는 대한민국의 리그 오브 레전드 프로게이머로 아이디는 Gori이다. 포지션은 미드라이너이다. 현재 PSG 탈론 소속이다.

## 선수 생활
KeG 강원 소속으로 2017 LoL KeSPA컵에 출전했다.
2017년 12월, 리버스 게이밍 소속으로 CK 승강전에 참여했다.
2019 시즌을 앞두고 SK텔레콤 T1에 입단했다. 2019 스프링 시즌에는 등록되지 않았으나 서머 시즌 들어서 팀 로스터에 등록되었다. 서머 시즌 치러진 그리핀과의 경기에서 프로 데뷔전을 치렀다. 하지만 이후 페이커와의 주전 경쟁에 밀려 서브 선수로 남았다. 팀이 2019 서머 시즌을 우승하면서 로얄로더로 등극했다.
2020 스프링에서는 출전하지 못했다. 2020 서머 시즌에서는 로스터에서 말소되었다.
2021 시즌을 앞두고 리그 오브 레전드 프로리그의 에드워드 게이밍에 입단했다. 하지만 스프링 시즌동안 출전을 하지 못했다.
2021 서머 시즌을 앞두고 농심 레드포스에 입단했다. 2021 서머 시즌 농심의 주전 미드라이너로 출전하면서 팀의 포스트시즌 진출에 기여했다. 또한 서머 시즌 동안 고리는 POG 포인트 1100점을 얻는데 성공하면서 서머 시즌 Player of the split에 선정되었다. 2021시즌 종료 후 팀에서 퇴단했다.
2022시즌을 앞두고 펀플러스 피닉스에 입단했다. 2022 스프링시즌 종료 후 팀에서 퇴단했다.
2022 서머시즌을 앞두고 PSG 탈론에 입단했다. 서머 시즌 동안 팀의 주전 미드라이너로 활약했지만 팀은 포스트시즌 4강에서 탈락하면서 월즈 진출에는 실패했다. 2022시즌 종료 후 팀에서 퇴단했다.
2023시즌을 앞두고 골든 가디언즈에 입단했다.

## 소속팀
| # | 팀명            | 소속 기간               | 소속 리그 | 비고 |
| - | --------------- | ----------------------- | --------- | ---- |
| 1 | 리버스 게이밍   | 2017.12.16 ~ 2018.01.17 | 아마추어  |      |
| 2 | SK텔레콤 T1     | 2018.12.13 ~ 2020.06.01 | LCK       |      |
| 3 | 에드워드 게이밍 | 2020.12.16 ~ 2021.05.07 | LPL       |      |
| 4 | 농심 레드포스   | 2021.05.07 ~ 2021.11.15 | LCK       |      |
| 5 | 펀플러스 피닉스 | 2021.12.15 ~ 2022.06.05 | LPL       |      |
| 6 | PSG 탈론        | 2022.06.05 ~ 2022.11.20 | PCS       |      |
| 7 | 골든 가디언즈   | 2022.11.24 ~            | LCS       |      |

## 수상 내역
- IeSF 월드 챔피언십 2017 우승
- 우리은행 리그 오브 레전드 챔피언스 코리아 서머 2019 우승
- 우리은행 리그 오브 레전드 챔피언스 코리아 스프링 2020 우승
- 2021 리그 오브 레전드 챔피언스 코리아 서머 Player of The Split